# Me dá o meu chip
Me dá o meu chip ou Pedro, cadê meu chip? é um vídeo viral brasileiro surgido em 2009.

## História
Em setembro de 2009, Pedro de Queiroz Aguiar morava no Jardim Camburi, Vitória, e namorava. Em entrevista ao UOL Tilt, ele explicou a origem da situação que aparece no vídeo.
| “ | Na época, o Guns N' Roses e o Metallica tinham lançado álbuns novos e eu já tinha baixado para o meu computador. Naquele dia, ela me pediu para baixar, gravar no celular dela. Então ela me deu o chip, e eu deixei no computador gravando enquanto a gente saiu. A gente brigou, eu fui para casa e depois ela foi lá às 4h20 da madrugada para pegar o chip. | ” |

Naquela noite, um vizinho filmou a namorada de Pedro. No vídeo, Pedro não aparece, porém, ela aparece de carro em frente à sua casa gritando que quer seu chip de volta. O vídeo viralizou devido ao desespero e raiva da menina. Com seu sucesso, começaram a surgir versões parodiadas e remixadas feitas por usuários de redes sociais. Pedro só soube da fama repentina mais tarde, quando foi procurado por estudantes na casa onde morava. Devido à repercussão, foi entrevistado pelo Fantástico. Em 2010, foi considerado um dos "20 virais mais amados do YouTube" pela Super. No mesmo ano, foi usado em uma campanha de marketing da Intel. O meme é citado no livro Os 198 Maiores Memes Brasileiros que Você Respeita, de Kleyson Barbosa.
Em 2019, "Pedro do Chip" — como foi apelidado — era casado e tinha três filhos, além de ser motorista de aplicativo.